# Cal Moreu (Alpens)
Cal Moreu és un edifici d'Alpens (Lluçanès) inclòs a l'Inventari del Patrimoni Arquitectònic de Catalunya.

## Descripció
Es tracta d'una casa de planta rectangular amb petit afegit lateral d'època posterior (possiblement letrines), i teulat a doble vessant lateral a la façana de la porta principal. L'edifici té planta pis i golfes amb les obertures amb llindes de pedra i les finestres també amb ampit.

## Història
A la llinda de la porta d'entrada hi ha la data 1647 amb una creu clavada en un cor.